# Блаувелт (Нью-Йорк)
Блаувелт (англ. Blauvelt) — переписна місцевість (CDP) в США, в окрузі Рокленд штату Нью-Йорк. Населення — 5548 осіб (2020).

## Географія
Блаувелт розташований за координатами 41°4′6″ пн. ш. 73°57′18″ зх. д. / 41.06833° пн. ш. 73.95500° зх. д. (41.068258, -73.954975).  За даними Бюро перепису населення США в 2010 році переписна місцевість мала площу 11,93 км², з яких 11,66 км² — суходіл та 0,27 км² — водойми.

## Демографія
Згідно з переписом 2010 року, у переписній місцевості мешкало 5689 осіб у 1647 домогосподарствах у складі 1387 родин. Густота населення становила 477 осіб/км².  Було 1682 помешкання (141/км²).
Расовий склад населення:
| - 84,8 % — білих - 6,7 % — азіатів - 2,6 % — чорних або афроамериканців - 0,2 % — корінних американців - 3,3 % — осіб інших рас |

До двох чи більше рас належало 2,3 %. Частка іспаномовних становила 10,8 % від усіх жителів.
За віковим діапазоном населення розподілялося таким чином: 25,1 % — особи молодші 18 років, 60,5 % — особи у віці 18—64 років, 14,4 % — особи у віці 65 років та старші. Медіана віку мешканця становила 39,7 року. На 100 осіб жіночої статі у переписній місцевості припадало 95,0 чоловіків;  на 100 жінок у віці від 18 років та старших — 91,6 чоловіків також старших 18 років.
Середній дохід на одне домашнє господарство  становив 146 251 долар США (медіана — 118 929), а середній дохід на одну сім'ю — 166 936 доларів (медіана — 126 862). Медіана доходів становила 90 822 долари для чоловіків та 79 792 долари для жінок. За межею бідності перебувало 4,0 % осіб, у тому числі 4,3 % дітей у віці до 18 років та 6,8 % осіб у віці 65 років та старших.
Цивільне працевлаштоване населення становило 2507 осіб. Основні галузі зайнятості: освіта, охорона здоров'я та соціальна допомога — 32,3 %, науковці, спеціалісти, менеджери — 12,6 %, роздрібна торгівля — 9,7 %, будівництво — 8,9 %.